# Coquillettia balli
Coquillettia balli är en insektsart som beskrevs av Knight 1918. Coquillettia balli ingår i släktet Coquillettia och familjen ängsskinnbaggar. Inga underarter finns listade i Catalogue of Life.